# 天主教拉瓦勒教區
天主教拉瓦勒教區（拉丁語：Dioecesis Valleguidonensis）是法國一個羅馬天主教教區，屬雷恩總教區。
教區成立於1855年6月30日正式成立教區，位於馬耶訥省，2004年有教友275,000人（佔轄區總人口96.4%）、三十一個堂區、231名司鐸。現任教區主教為蒂埃里·舒爾勒。
在蓬特曼有一座宗座乙級聖殿，紀念聖母瑪利亞在當地顯現。